# Малі Парати
Малі Пара́ти (рос. Малые Параты, марій. Чодыраял) — присілок у складі Волзького району Марій Ел, Росія. Входить до складу Помарського сільського поселення.

## Населення
Населення — 346 осіб (2010; 331 у 2002).
Національний склад (станом на 2002 рік):
- марі — 96 %